# Acropyga robae
Acropyga robae är en myrart som beskrevs av Horace Donisthorpe 1936. Acropyga robae ingår i släktet Acropyga och familjen myror. Inga underarter finns listade i Catalogue of Life.